# 怪物王子
《怪物小王子》是藤子不二雄A的日本少年漫畫作品，另外亦有改編的電視動畫。日文標題則是主角的通稱。2010年4月、日本電視台預定要加以改編成電視劇。其中くん，是日本对較年輕男性的暱稱。 
1980年代在香港無綫電視翡翠台播放，香港播出時譯作《怪物小王子》，中國大陆翻译为《怪物太郎》，台灣在無版權時期的出租錄影帶曾譯為《怪物王子》。大陆由人民美术出版社出版。之後大然文化正式代理中文版漫畫譯為《怪物小鬼》，單行本共13集。

## 劇情簡介
本作是部描述從怪物島來到人間的不可思議少年、怪物王子和他的隨從吸血鬼、狼人、科學怪人引起各種騷動的搞笑漫画。除了他們以外，也有許多不同的善良怪物登場。因為時常會有和登場的敵人戰鬥的描寫、所以動作場景也相當多。
從1965年1月 - 1969年4月起、在少年画報社的《少年画報》上連載。1967年6月 - 1969年5月，也在《週刊少年KING》上連載。之後1980年 - 1982年期間，重製版在小学館的《快樂快樂月刊》、《学習雜誌》、《てれびくん》等雜誌連載。
根據作者所述「雖然將三個隨從加以變形化很簡單，但因為作為主角的怪物太郎的臉直到截稿前都還無法決定」，所以在《少年画報》上的新連載預告就變成「之後姿態的怪物太郎和他三位會讓人嚇得發抖的隨從」。雖然第1回的名字、草稿和主角的臉都由作者本人所畫、但大部分的作畫都由他的助手筱田英男負責。

## 登場角色
角色介紹包含黑白動畫版和彩色動畫版。

### 怪物屋的居民
怪物君（黑白版：白石冬美、彩色版：野澤雅子；林美秀（台灣）；方煥蘭（香港））
本名：怪物太郎。是一個住在不知位於何處，並只有怪物們居住，叫作「怪物島」的國家的王子。是現任国王怪物大王的兒子、有三名隨從，並都叫他「小少爺」。外表看來是個普通嬌小的少年、但卻擁有能夠伸縮自如的手腳、可以變身成各種臉孔和身材的許多超能力。
吸血鬼(台灣)／杜拉基拉(香港)／德拉克拉(大陸)（黑白版：大竹宏、彩色版：肝付兼太；何志威（台灣）；張炳強（香港））
怪物太郎的隨從之一。出身於血統純正的伯爵家，主要負責怪物太郎的教育，不太會說出太激烈的話。平常戴著黑色的大禮帽和斗蓬以及燕尾服。
狼人（黑白版：兼本新吾、彩色版：神山卓三；夏治世（台灣）；石景初（香港））
怪物太郎的隨從之一。出身於怪物島的坎斯。平常看來是個留著光頭且身材肥胖的中年男子、眼睛有一点眯、脸上也有胡须、但在看到滿月或圓的東西時會變成狼人，也會有單純看到圓的東西就變身的時候。
科學怪人（台灣）／弗蘭肯（大陸）（黑白版：今西正男、彩色版：相模太郎→兼本新吾；林谷珍（台灣）；金雷（香港））
怪物太郎的隨從之一。由弗蘭肯斯坦博士所製造的人造人。體格巨大結實、但是個一派輕鬆心地善良又愛哭的人。

### 市川家
市川歌子（黑白版：向井真理子、彩色版：川島千代子；鄭仁君（台灣）；周婉侶（香港））
小宏的姐姐。18歳。因為雙親早逝、於是在公司工作來養育弟弟。比小宏更常遇到怪物，所以很容易被嚇昏。
市川宏（黑白版：松島實、彩色版：三輪勝惠；雷碧文（台灣）；區瑞華（香港））
與姐姐一起住在怪物屋附近的公寓“新真莊”（大陆叫“荒间庄”）的小学生。是個膽小，頭腦不太好、但個性卻相當善良的少年。

### 小宏的同學們
番野（彩色版：鈴木清信；林谷珍（台灣））
學校的孩子王。通稱：老大，有三個跟班。總是和紀夫一起對小宏惡作劇、基本上是個膽小鬼，所以經常和怪物發生糾纏而引起騷亂。
紀夫（彩色版：はせさん治；何志威（台灣）；梁緻盈（香港））
經常和番野在一起，是他的小跟班。性格愛現且驕縱，似乎家裡相當有錢。
亞子（彩色版：潘惠子；林美秀（台灣）；樂蔚（香港））
小宏同學，是個和善親切的女孩子。
老師：（彩色版：津村隆；曹冀魯（台灣））
是小宏他們所上學校的老師。

### 怪物・惡魔們
怪子（黑白、彩色版増山江威子；馮嘉德（台灣））
本名：怪子公主。怪物島一級貴族古利奇的獨生女。怪物太郎的女友和皇妃候選人。
格林婆婆（彩色版：堀絢子；鄭仁君（台灣））
在克利奇家中工作的女傭。能夠變身成烏鴉在天上飛。對於怪子的任性總是負責在後面收尾。
諾歐醫生（彩色版：野本禮三；曹冀魯（台灣））
負責治療從怪物島到人間的怪物的怪物専門醫生。
怪物大王（彩色版：金井大；林谷珍（台灣））
太郎的父親、怪物島的最高權力者。有著像是怪物的巨大体格和恐怖的臉孔、結束了怪物和平戰争並且之後守住了自由和和平相當長的時間、因此受到国民深厚的信賴。
惡魔王子（彩色版：山田榮子）
惡魔島王子。
埴輪君（鄭仁君（台灣））
小宏所上學校的轉學生。
隱形人（曹冀魯（台灣））
怪物島上的探員。
貝姆（林谷珍（台灣））
太郎最大的對手。
諾啦利斯（諾比拉斯）何志威（台灣）
是個愛吃且頭腦不好的善良恐龍型怪物。

## 兩個最終回
本作分別在《少年畫報》《少年King》上連載、雖然最終回時，回到怪物島的概要是相同的，但各自結局內容還是有些許不同。另外少年画報版最終回以黑白頁開始，但在故事的最後兩頁卻破例使用彩色頁。
少年King版
由於攝影師怪物「攝影機魔」仔細地拍攝在人間的太郎，讓小宏開始察覺到太郎即將要回到怪物島。拿到相簿的小宏在觀看照片時、對於太郎一直不拿下帽子的事情感到奇怪、於是想要知道帽子底下的真面目。有天他終於拿下了太郎的帽子、但下面卻是光禿禿一片。不過那只是假髮、太郎頭上其實長著兩根和怪物大王一樣大的觸角。然後太郎就這樣回到了怪物島。
少年画報版
太郎沒有和小宏告別、只在怪物屋上留下紙條就這樣回到怪物島。然後從怪物大王那邊繼承王位、而且還娶了怪子為王妃。太郎受到父親的命令、來到禁忌之地「幻之花園」要摘取婚禮派對上用的花朵。在那裡則是有大王的王妃，太郎的母親的身影出現，而這也是怪物島「在王子出生後、皇后必須馬上與他隔離並且直到他繼承王位前都要分開著」的規定所致。
彩色動畫版的最終集、則是將上開兩種結局合而為一而改編的內容。

## 各話列表
- 第一部

```
 * 《怪物太郎来了》
 * 《棒球比赛》
 * 《怪星人》
 * 《雪孩儿》
 * 《大怪兽》
 * 《神秘的蝇人》
 * 《非洲的旅行》
 * 《怪物部队》
 * 《请上魔法塾》
 * 《会飞的章鱼》
 * 《博勇敢的兄弟》
```

- 第二部

```
 * 《怪兽西部片》
 * 《蛇人》
 * 《木偶之家》
 * 《小风神》
 * 《大怪神发怒》
 * 《撒旦的帽子》
 * 《摇摆乐四重唱》
 * 《秃鹰魔人》
 * 《怪物音乐家》
 * 《肥皂泡中的世界》
 * 《萨默瓦尔克与姐妹》
```

- 第三部

```
 * 《怪物同学会》
 * 《玩具怪人》
 * 《猎取怪物猎人》
 * 《魔术镜》
 * 《黄金怪物》
 * 《妖怪山》
 * 《太平洋上的一匹怪兽》
 * 《地中怪物两兄弟》
 * 《新年在怪物王国》
 * 《会好姊妹》
 * 《再见了怪物太郎》
```

## 動畫版

### 黑白版
由TBS電視台在1968年4月21日 - 1969年3月23日播放。一話15分，一集由2話構成，全48集96話。OP動畫則切成像是漫画的格子一樣播放。裡面由電影評論家淀川長治對登場的怪物負責解說，並擔任結局的旁白。
根據當時編寫劇本山崎敬之的書中所述、山崎對於自己寫的最終回劇本、因為原作者藤子不二雄一直不點頭而無法出來、結果直到最後時間的早上、在TBS電視台的大廳再度和他商量，才獲得他的首肯。山崎說「不過往後想的話，這麼難纏的作者大概也沒有了吧」。彩色動畫版則是把這個事情拿來惡搞一番。

#### 工作人員
- 製作：東京電影、スタジオ・ゼロ、TBS
- 導演：大隅正秋
- 演出：鈴木伸一、大隅正秋、秦泉寺博、岡部英二 他
- 作畫：鈴木伸一、富永貞義、秦泉寺博、甲藤征史 他
- 音樂：岡本道夫

#### 主題曲
- （OP・ED1）：《我們是怪物》

作詞：藤子不二雄 作曲：筒美京平
歌：白石冬美、大竹宏、兼本新吾、今西正男
- 主題歌（ED2）：《怪物小王子音頭》

作詞：藤子不二雄 作曲：渡邊岳夫
歌：白石冬美、石川進

## 電視劇版
2010年4月17日在日本電視台日本電視台週六連續劇播放。主演為大野智。為大野智初次主演同局的連續劇、這也是在友情演出日本電視台戲劇《よい子の味方～新米保育士物語～》的七年後，再次演出該台的戲劇。然後本作也是繼《THE QUIZ SHOW》1年後，再有嵐的成員在4月的連續劇中擔任主角。

### 角色
【怪物界】
- 怪物小王子 - 大野智（嵐）
- 怪物大王 - 鹿賀丈史
- 吸血鬼 - 八嶋智人
- 狼人 - 上島龍兵（鴕鳥倶樂部）
- 科學怪人 - 崔洪萬（格鬥家）
- 爺爺 - 半海一晃

【惡魔界】
- 惡魔王子 - 松岡昌宏（TOKIO）
- 惡魔女 - 稻森泉
- 阿庫瑪 - 津田寛治

【人間界】
- 市川歌子 - 川島海荷
- 市川宏 - 濱田龍臣
- 警官 - 三宅弘城

### 工作人員
- 首席製作人 - 櫨山裕子
- 製作人 - 池田健司、原藤一輝、秋元孝之
- 劇本 - 西田征史
- 導演 - 中島悟、狩山俊輔、石尾純
- 音樂 - 井筒昭雄
- 協力 - J Storm
- 製作協力 - Office Crescendo
- 製作著作 - 日本電視台

### 主題曲
- 嵐 - 《Monster》

## 搞笑版
- 彩色版主題曲中所出現的台詞，被用在2007年上映的《幸运☆星》片頭曲之中，而且直到第14話時都還在使用。
- 彩色版主題曲中所出現的台詞，也被用在2009年上映的《碧陽學園學生會議事錄》第1話。但《幸运☆星》似乎有發現到這件事情、於是也在動畫裡說出「請認真開始吧」「這樣重複玩的話，不會很糟糕嗎」等台詞。
- 《怪物王女》登場人物設定來自《怪物王子》。
- 《鍊金三級魔法少女》登場人物設定來自《怪物王子》。
- 在NHK《大家的歌》節目中播放的《吸血鬼之歌》（作詞：小黒恵子、作曲：クニ河内、初次播放：1975年）、其電視版所用的片頭動畫、有像是狼人、吸血鬼、科學怪人等角色登場。
- 櫻玉吉所作的漫畫《幸福的樣子》中把怪物王子變成可怕的乾物小王子(取其諧音)來加以搞笑。

## 外部連結
- 電視劇版官網 （页面存档备份，存于）（日語）